# Physetica sminthistis
Physetica sminthistis är en fjärilsart som beskrevs av George Francis Hampson 1903. Physetica sminthistis ingår i släktet Physetica och familjen nattflyn. Inga underarter finns listade i Catalogue of Life.